# Лебедь, Василий Иванович
Василий Иванович Лебедь — советский хозяйственный и государственный деятель, лауреат Государственной премии СССР за выдающиеся достижения в труде.

## Биография
Родился в 1944 году в Матусове. Член КПСС.
В 1965—1991 годах — сварщик-аргонщик, мастер, старший мастер цеха № 10, бригадир учебно-производственной бригады, бригадир комплексной бригады сварщиков цеха № 9 Калужского турбинного завода Министерства судостроительной промышленности СССР.
Одним из первых в отрасли внедрил бригадный метод производственного обучения без отрыва от производства.
За большой личный вклад в дело совершенствования коллективных форм организации труда был в составе коллектива удостоен Государственной премии СССР за выдающиеся достижения в труде 1982 года.
Жил в Калуге.

## Награды
- Орден Трудовой Славы II степени
- Орден Трудовой Славы III степени